# Premio Europeo Carlos V
El Premio Europeo Carlos V es un galardón otorgado por la Fundación Academia Europea e Iberoamericana de Yuste. El premio se entrega a los que "con su esfuerzo y dedicación, han contribuido   conocimiento general y engrandecimiento de los valores culturales, científicos, históricos de Europa, así como al proceso de unificación de la Comunidad Europea".

## Historia

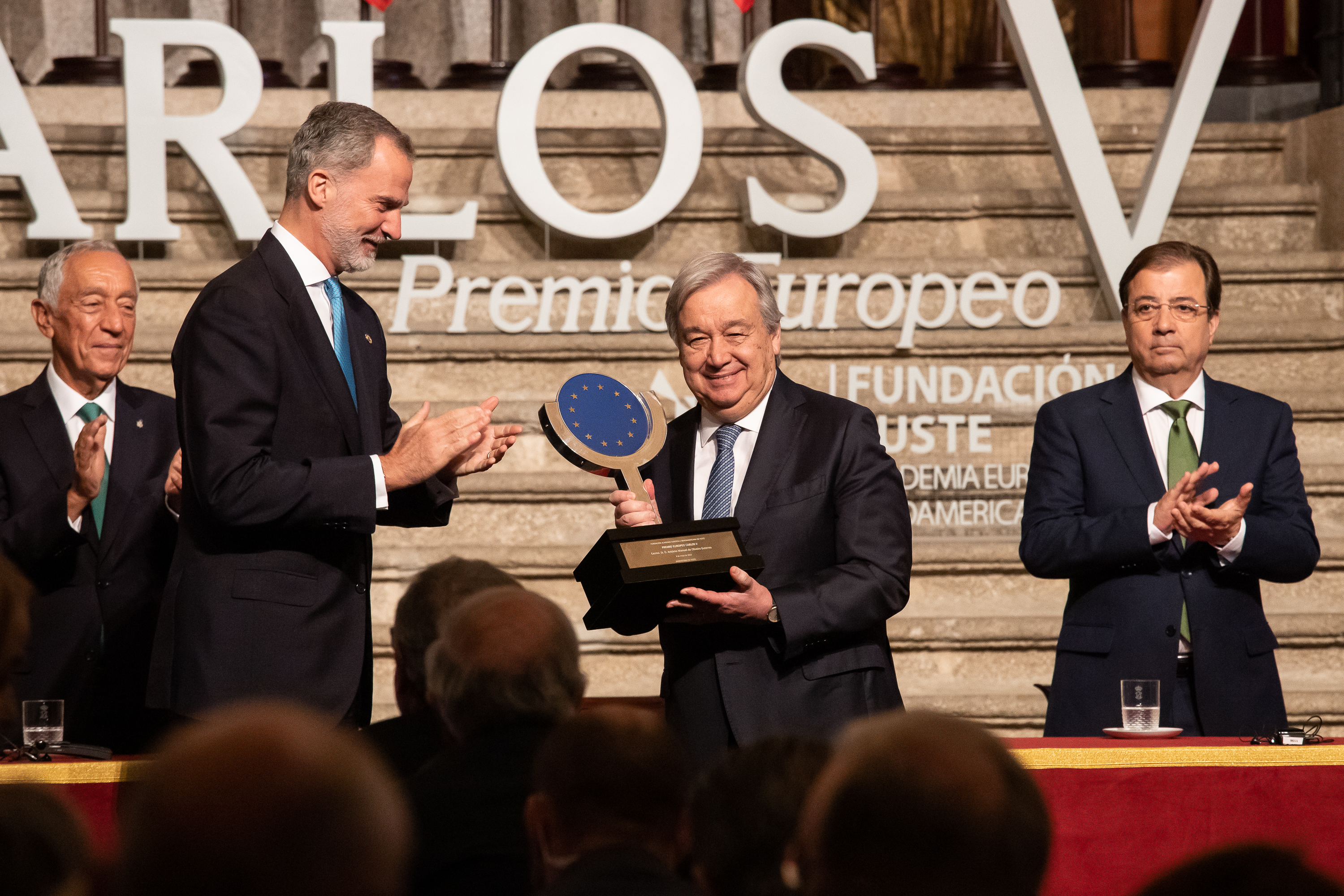
La Fundación Academia Europea e Iberoamericana de Yuste celebró el 9 de mayo de 2023 en el Monasterio de San Jerónimo de Yuste la ceremonia de entrega del XVI Premio Europeo Carlos V, que en esta edición se concedió al Excmo. Sr. D. António Guterres, y que estuvo presidida por su Majestad el Rey Felipe VI.

El premio lleva el nombre de Carlos I de España y V del Sacro Imperio Romano Germánico y se entrega en Yuste, donde murió Carlos V en 1558. Carlos, nacido en Gante (Flandes, Bélgica) y descendiente de antepasados austriacos y españoles, gobernó los Países Bajos, España, Alemania y otras naciones de Europa Central en el siglo XVI. Era políglota (hablaba francés, holandés, latín, español, italiano y alemán) y creía en la idea medieval de una Europa cristiana unida.  Fue coronado Emperador en la Capilla palatina de Aquisgrán, en el mismo lugar donde antes había sido investido Carlomagno.
En el 1995 se instituye este premio, para resaltar el espíritu europeísta de España, a semejanza de otros premios europeos, como el Premio Carlomagno, otorgado por la ciudad de Aquisgrán desde 1950, y que fue entregado al rey Juan Carlos I en 1982.
En 2016 la Fundación Academia Europea de Yuste se fusionó con el Centro Extremeño de Estudios y Cooperación con Iberoamérica, fundado en 1992. En 2017 se creó la Fundación Academia Europea e Iberoamericana de Yuste, que incluye el fomento de las relaciones entre España e Iberoamérica.
En la edición XIII, en 2019, por primera vez, premia una iniciativa en lugar de una persona.

## Galardonados
- 1995: Jacques Delors, expresidente de la Comisión Europea
- 1998: Wilfried Martens, ex primer ministro de Bélgica
- 2000: Felipe González Márquez, expresidente del gobierno
- 2002: Mijaíl Gorbachov, expresidente de la Unión Soviética
- 2004: Jorge Fernando Branco de Sampaio, presidente portugués
- 2006: Helmut Kohl, ex canciller de Alemania
- 2008: Simone Veil, política francesa
- 2011: Javier Solana Madariaga, ex secretario general de la OTAN
- 2013: José Manuel Durão Barroso, presidente de la Comisión Europea
- 2016: Sofia Corradi, pedagoga italiana
- 2017: Marcelino Oreja Aguirre, exministro de Asuntos Exteriores
- 2018: Antonio Tajani, presidente del Parlamento Europeo
- 2019: Itinerarios Culturales del Consejo de Europa
- 2021: Angela Merkel, canciller alemana
- 2022: Foro Europeo de la Discapacidad
- 2023: António Guterres, secretario general de la ONU
- 2024: Mario Draghi, 3.er presidente del Banco Central Europeo
- 2025: Josep Borrell, ex Alto representante de la Unión para Asuntos Exteriores y Política de Seguridad